# 帕泰尔诺 (卡塔尼亚广域市)

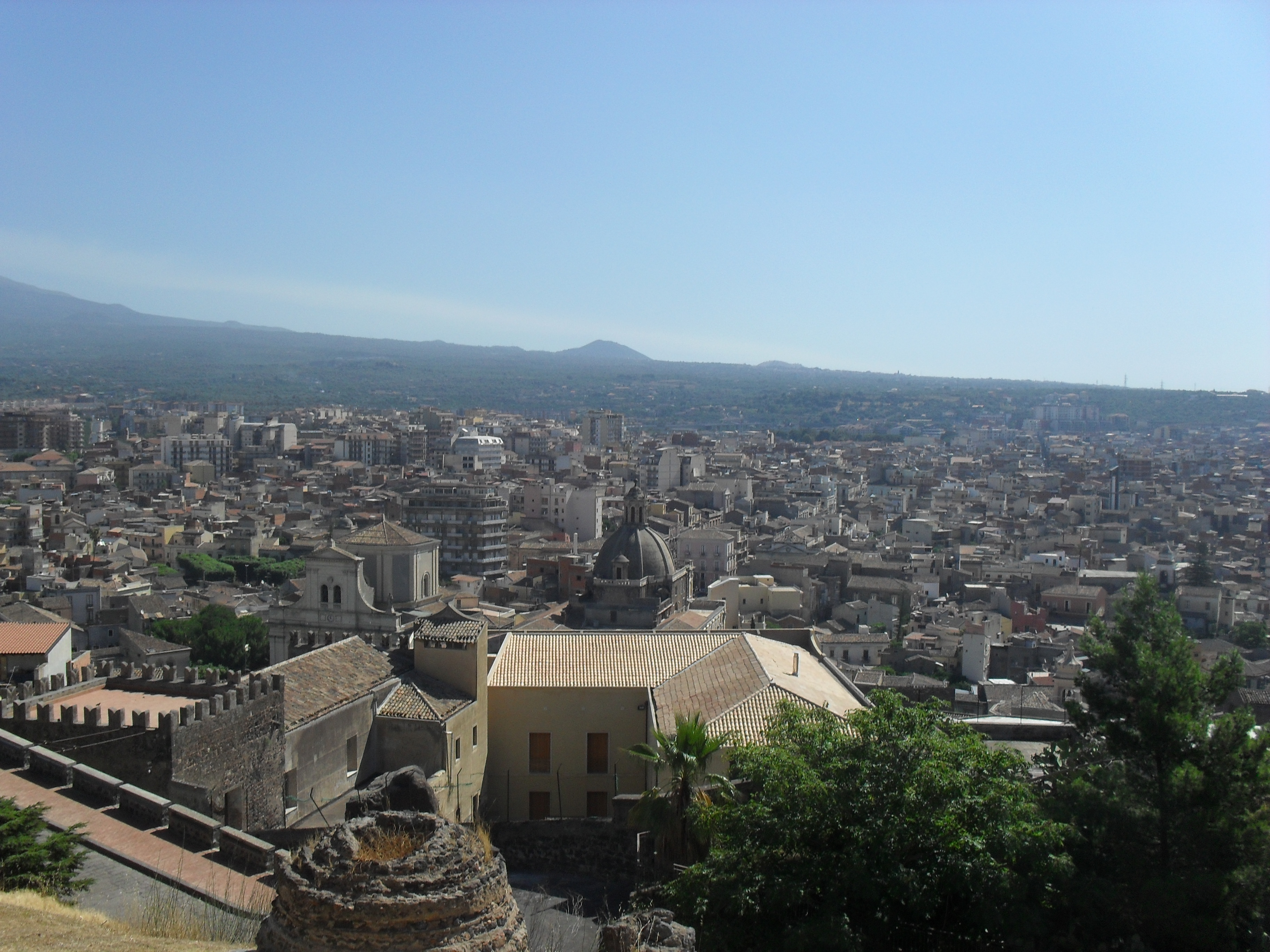
市镇全景图

帕泰尔诺（義大利語：Paternò）是意大利西西里大區卡塔尼亞廣域市的市镇。市镇面积为144.04平方公里，2016年时人口数量为48,009人。